# Die Rückkehr der Märchenbraut
Die Rückkehr der Märchenbraut (im tschechischen Original: Arabela se vrací) ist eine tschechische Fantasy-Kinderserie des Regisseurs Václav Vorlíček und des Drehbuchautors Miloš Macourek aus dem Jahr 1993. Die Serie ist die Fortsetzung der Serie Die Märchenbraut. Das Tschechoslowakische Fernsehen hat die Fortsetzung in Zusammenarbeit mit dem Westdeutschen Rundfunk (WDR) produziert.

## Inhalt
Ein zentrales Handlungselement der Serie ist eine an den bösen Zauberer Rumburak gerichtete Prophezeiung, in welcher die märchenhafte Insel Pultanella eine wichtige Rolle spielt.
Die ehemalige Märchenprinzessin Arabella lebt seit zehn Jahren glücklich verheiratet mit dem Erfinder Peter in der Welt jenseits des Märchenreiches. Die beiden haben mittlerweile eine eigene Wohnung. Herr Maier, Peters Vater, ist inzwischen verstorben. Arabella arbeitet als Übersetzerin zwischen Mensch und Tier, da sie seit dem Verspeisen des Fleisches einer weißen Schlange die Tiersprache versteht. Für die Zukunft wünscht sich das Paar Kinder.
Währenddessen führt ihr alter Gegenspieler, der machtlos gewordene Zauberer Rumburak, ein klägliches Dasein. Während seine Helferin, die Hexe, die sich nun Frau Schwarz nennt, als Wahrsagerin arbeitet, schafft es Rumburak nicht, in der Menschenwelt auf einen grünen Zweig zu kommen. Als er jedoch einmal Frau Schwarz besucht und sich etwas über seine Zukunft erzählen lassen will, macht sie ihm die Vorhersage, dass er König des Märchenlandes werden könnte, wenn er bestimmte Bedingungen erfüllt: So soll er beispielsweise Kinder in Großväter verkehren.
Wenig später erfährt Rumburak, dass Arabella tatsächlich von Peter ein Kind erwartet. Zudem hört der Zauberer von der im Märchenreich gelegenen Insel Pultanella, auf der besondere Äpfel gezüchtet werden. Isst eine werdende Mutter einen solchen Apfel, kommt ihr Kind als Greis zur Welt und wird bis zu seinem Tod immer jünger. Auf diese Weise scheint alles zusammenzupassen: Um die Weissagung zu erfüllen, stiehlt Rumburak auf Pultanella einen solchen Apfel und jubelt ihn der ahnungslosen Arabella unter.
Am nächsten Tag bringt Arabella statt eines Babys zwei Großväter zur Welt. Von jetzt an ist nichts mehr wie es war. In der Märchenwelt geht ein verliebter, aber gefräßiger Riese um und verschlingt scheinbar nach und nach Märchenfiguren. Peters Bruder Hans und dessen Freundin Margreth begeben sich in die Märchenwelt, um die Verwandlung der Babys in Großväter rückgängig zu machen.

## Folgen
Die Serie besteht aus 26 Folgen zu je 25 Minuten:
| Folge | Titel                        | Erstausstrahlung  |
| ----- | ---------------------------- | ----------------- |
| 1     | Riesen–Sorgen                | 28. November 1994 |
| 2     | Ab in die Zukunft            | 29. November 1994 |
| 3     | Zauber ohne Ende             | 30. November 1994 |
| 4     | Pleiten, Pech und Peter      | 1. Dezember 1994  |
| 5     | Die Reise zum Apfel          | 5. Dezember 1994  |
| 6     | Apfel durch die Wand         | 6. Dezember 1994  |
| 7     | Die Helden drücken sich      | 7. Dezember 1994  |
| 8     | Die Opi–Babies               | 8. Dezember 1994  |
| 9     | Achtung, fertig …los         | 12. Dezember 1994 |
| 10    | Neue Freunde, neue Feinde    | 13. Dezember 1994 |
| 11    | Der Dreh mit dem Ring        | 14. Dezember 1994 |
| 12    | Dumme Ziege                  | 15. Dezember 1994 |
| 13    | Die Motz–Cassette            | 19. Dezember 1994 |
| 14    | Wer ist Wer?                 | 20. Dezember 1994 |
| 15    | König! Na und?               | 21. Dezember 1994 |
| 16    | Nichts wie weg!              | 22. Dezember 1994 |
| 17    | Eingebuddelt – Ausgebuddelt  | 27. Dezember 1994 |
| 18    | Doppel–Papp                  | 28. Dezember 1994 |
| 19    | Achtung – die Kinder kommen  | 29. Dezember 1994 |
| 20    | Um ein Haar am Galgen        | 2. Januar 1995    |
| 21    | Alle Macht den Bösen?        | 3. Januar 1995    |
| 22    | Krach um die Insel           | 5. Januar 1995    |
| 23    | Rettungsring und Apfelkuchen | 9. Januar 1995    |
| 24    | Mit Riesen auf Reisen        | 10. Januar 1995   |
| 25    | Aus der Traum?               | 11. Januar 1995   |
| 26    | Rabe gut, alles gut          | 12. Januar 1995   |

## Synchronisation
Während die meisten Hauptdarsteller von Die Märchenbraut wieder ihre damaligen Rollen übernahmen, traf dies auf die Synchronsprecher nur in wenigen Fällen zu. Lediglich Tommi Piper (Rumburak), Holger Hagen (Vigo), Karin Anselm (Königin) und Dinah Hinz (Miriam Müller/Frau Stunk) waren wieder in denselben Rollen zu hören. Zum Teil sind Sprecher von damals in anderen Rollen zu hören. So spricht Karin Kernke, die damals als Hexe (spätere Frau Schwarz) zu hören gewesen war, hier die Knusperhexe. Michael Narloch, der in der DDR-Variante Die schöne Arabella und der Zauberer den Rumburak gesprochen hatte, ist hier als Hyazinth Maier zu hören.
| Darsteller              | Rolle                          | Sprecher                |
| ----------------------- | ------------------------------ | ----------------------- |
| Miroslava Šafránková    | Arabella Maier                 | Ulrike Mai              |
| Vladimír Dlouhý         | Peter Maier                    | Peter Reinhardt         |
| Jiří Lábus              | Rumburak                       | Tommi Piper             |
| Petr Nárožný            | Karl Maier/1. Stadtgärtner     | Hans-Joachim Leschnitz  |
| Pavel Zedníček          | Hyazinth Maier/2. Stadtgärtner | Michael Narloch         |
| Vlastimil Brodský       | König                          | Klaus Mertens           |
| Jana Brejchová          | Königin                        | Karin Anselm            |
| Dagmar Patrasová        | Xenia                          | Elke Hilger             |
| Ondřej Kepka            | Hans Maier                     | Alexander Doering       |
| Hana Sevcikova          | Margret Hermann                | Nadja Engel             |
| Jiří Sovák              | Hofzauberer Vigo               | Holger Hagen            |
| Stella Zázvorková       | Vera Maier                     | Ingeborg Simmich-Krabbe |
| Bronislav Poloczek      | General Dur                    | Horst Lampe             |
| Jana Andresíková        | Hexe/Frau Schwarz              | Barbara Dittus          |
| Matous Soukenka         | Prinz Freddy                   | Theo Fischer            |
| Marián Labuda           | Herr Papp                      | Gert Kießling           |
| Jana Kimlová            | Natalia Papp                   | Luise Helm              |
| Pavel Nový              | Fantomas                       | Jan Spitzer             |
| Václav Štekl            | Onkel Pompo                    | Rainer Büttner          |
| Iva Janžurová           | Miriam Müller-Stunk            | Dinah Hinz              |
| Jaroslava Kretschmerová | Roxana                         | Renate Pick             |
| Vítězslav Jandák        | Graf Targan                    | Kaspar Eichel           |
| Ladislav Trojan         | Dr. Watson                     | Peter Hladik            |
| Ljuba Skorepová         | Knusperhexe                    | Karin Kernke            |
| Stanislav Zindulka      | Diener Norbert                 | Karl Heinz Oppel        |

## Sonstiges
In der Fortsetzung der Serie ist u. a. der 1988 verstorbene Vladimír Menšík, welcher in der Serie Die Märchenbraut den Herrn Maier gespielt hat, nicht mehr dabei. Auch die ehemalige Arabella-Darstellerin Jana Nagyová konnte nicht mehr verpflichtet werden. Ihre Rolle übernahm Miroslava Šafránková (die jüngere Schwester von Libuše Šafránková aus Drei Haselnüsse für Aschenbrödel).